# La Mort de Sainte Alméenne
La Mort de sainte Alméenne (título original en francés; en español, "La muerte de Sainte-Alméenne") es un mystère (misterio, música de escena) en un acto y dos escenas, con música de Arthur Honegger sobre texto de Max Jacob. Compuesto en 1918, quedó inacabada. El sábado, 30 de octubre de 1920 tuvo lugar la primera ejecución absoluta parcial del interludio en París.